# 妖精大戦争 〜 東方三月精
『妖精大戦争 〜 東方三月精』（ようせいだいせんそう とうほうさんげつせい）とは、同人サークル上海アリス幻樂団制作の弾幕系シューティングゲームであり、東方Projectの第12.8弾にあたる作品である。
本作は2010年8月14日開催のコミックマーケット78にて販売され、後に同人ショップでの委託販売も行なわれている。作中の立ち絵（登場人物イラスト）は、漫画『東方三月精』の作画担当の比良坂真琴が描いている。
本作のストーリーは、漫画『東方三月精 〜 Strange and Bright Nature Deity.』単行本第2巻収録の描き下ろし漫画「妖精大戦争」の続きになっている。ゲームの構想自体は描き下ろし漫画「妖精大戦争」発表以前からあったという。本作の自機は、東方Projectの主人公の博麗霊夢や霧雨魔理沙ではなく、氷の妖精のチルノである。
本項では、以降は『妖精大戦争』と称することとする。その他の本項で使用されている東方Project関連の略称については、東方Project#凡例を参照。

## システム
4種類の難易度とExtraステージ、スペルカードなどの基本的なシステムはそれまでの東方Project作品と変わらないが、本作に特徴的なシステムも多い。一部は、自機のチルノが冷気を操る能力を持つという設定を反映したものになっている。
自機を操作しステージを攻略していく。ボス敵や敵弾に当たるとミスとなり、残機が1つ減った上でその場で復活する。全ての残機を失うとゲームオーバーとなるが、コンティニューすればその場で復活しゲームを続行可能。コンテニューしないで3面（最終面）のボスを倒すとエンディングになる。難易度問わずコンティニューせずにクリアすれば、全1面のExtraステージが追加される。
自機
自機はチルノのみ。装備選択もない。
ステージ
全3ステージで構成される。スタート時に3種類あるステージから1面を選び、1面クリア時に2種類あるステージから2面を選択する。このため、全6通りのルートがある。
アイスバリア
ショットボタンを長押しして離すことで、自機の周辺に一定時間「アイスバリア」を出すことができる。アイスバリアに触れた敵弾は凍って動きが止まり、当たり判定がなくなる。凍った敵弾に触れた敵弾も凍るため、連鎖的に弾は凍る。
バリアの通用しない敵の攻撃もあり、「炎弾」はアイスバリアで凍らせられず、「レーザー」ではアイスバリアが破壊される。
アイスバリアは「こおりパワー」が30％以上のときに展開することができ、最大値の100％に近いほどアイスバリアは長時間持続する。こおりパワーは「時間経過」「ショットを敵に当てる」「グレイズ」などの要素で回復し、アイスバリアを使用すると0％になる。
また、本作には他の東方Project作品のようなパワーアップアイテムは存在せず、アイスバリアによって凍らせた弾幕の総面積に応じてパワーレベルが上昇していく。
ボム（スペルカード）
本作では「自機のスペルカード」として「パーフェクトフリーズ」（『紅魔郷』でチルノが使用するスペルカード名と同じ）を使用することができる。ボムアイテムを集めるのではなく、前述のアイスバリアによって凍らせた総面積によってパーフェクトフリーズの値が0％から上昇していき、100％になると1回使用できるようになる。最大300％（ボム3回分に相当）まで溜めることができる。
パーフェクトフリーズを使用すると、画面上の敵弾すべてを凍らせることができる。アイスバリアでは凍らせられない炎弾も凍らせることができる。使用後は値が100％減る。
残機
残機は「やる気」で表される。やる気は敵弾を凍らせるか敵にダメージを与えることで上昇していき、最大1000％まで上げることができる。敵弾に当たるとやる気が100％減少し、100％未満の状態で被弾するとゲームオーバーになる。

## あらすじ
本作のストーリーは、描き下ろし漫画「妖精大戦争」の続きとなっている。
描き下ろし漫画「妖精大戦争」のあらすじ
ある年の冬。サニーミルク、ルナチャイルド、スターサファイアの3人の妖精「光の三妖精」は、妖精だけで団結して人間を困らせる異変を起こすことを思いつく。三妖精は他の妖精を力でねじ伏せて従わせることにし、手始めに氷の妖精チルノの家を破壊する。たまたま不在だったチルノは、現場に残されたマークから三妖精の仕業と理解し、3人に対し矢文を送り宣戦布告したが、矢文に名前を書き忘れていた。
三妖精は、名前のない矢文を、妖精たちの決起に恐れをなした人間からのものと思い込み、来たる人間との決戦に備えトレーニングを開始する。
チルノはその後しばらく宣戦布告したことを忘れていたが、春になってそのことを思い出し、3人に戦争を挑む。
「戦争」のあと、妖精たちは何事も無かったかのように普段通りのいたずら生活に戻っていった。

## 登場人物
チルノ
氷の妖精。家を壊された恨みから三妖精に宣戦布告した。
光の三妖精
サニーミルク（愛称：サニー）、ルナチャイルド（愛称：ルナ）、スターサファイア（愛称：スター）からなる、いつも3人一緒にいる妖精たち。チルノの家を破壊した張本人。
霧雨 魔理沙
通りすがりの魔法使い。
このほか、名前が表示されず台詞などもないが、大妖精とリリーホワイトが登場する。一部ルートのエンディングには博麗霊夢と射命丸文が登場する。

## ステージ
順不同の「魔法の森」「霧の湖」「春の小径」の3ステージで構成されており、組み合わせは6通り。ステージ名は同じでも、2面にはステージ名の後に「（夕方）」、3面には「（夜）」と付き（1面は無し）、ステージ構成が異なっている。このほか、Extraステージとして「夜桜怪道」が存在する。
選択ルートにより、光の三妖精のいずれかがそれぞれ1面ボス、2面ボス、3面中ボスとなり、3面ボスとしては3人そろって現れる。同じボスキャラクターでも、選択ルートによって攻撃方法が異なる。
「霧の湖」には大妖精が、「魔法の森」と「春の小径」にはリリーホワイトが、中ボスとして登場する。リリーホワイトは、「魔法の森」と「春の小径」で衣装が異なる。Extraステージでは、大妖精とリリーホワイトが、中ボスとして同時に登場する。
以下の表では、「魔法の森」を「森」、「霧の湖」を「湖」、「春の小径」を「小径」と省略している。
| ルート      | ルート      | 場所                          | ボス                                     |
| ----------- | ----------- | ----------------------------- | ---------------------------------------- |
| Route A     | A1          | A1-1 森 ⇒ A1-2 湖 ⇒ A1-3 小径 | ルナ ⇒ スター ⇒ 三妖精（サニーがメイン） |
| Route A     | A2          | A1-1 森 ⇒ A2-2 小径 ⇒ A2-3 湖 | ルナ ⇒ サニー ⇒ 三妖精（スターがメイン） |
| Route B     | B1          | B1-1 湖 ⇒ B1-2 森 ⇒ B1-3 小径 | サニー ⇒ スター ⇒ 三妖精（ルナがメイン） |
| Route B     | B2          | B1-1 湖 ⇒ B2-2 小径 ⇒ B2-3 森 | サニー ⇒ ルナ ⇒ 三妖精（スターがメイン） |
| Route C     | C1          | C1-1 小径 ⇒ C1-2 森 ⇒ C1-3 湖 | スター ⇒ サニー ⇒ 三妖精（ルナがメイン） |
| Route C     | C2          | C1-1 小径 ⇒ C2-2 湖 ⇒ C2-3 森 | スター ⇒ ルナ ⇒ 三妖精（サニーがメイン） |
| Extra Stage | Extra Stage | 夜桜怪道                      | 霧雨魔理沙                               |

## 曲目リスト
1. 春の氷精 - タイトル
2. 可愛い大戦争のリフレーン - 1面のテーマ
3. いたずらに命をかけて - 1面・2面ボスのテーマ
4. 年中夢中の好奇心 - 2面のテーマ
5. 真夜中のフェアリーダンス - 3面のテーマ
6. 妖精大戦争 〜 Fairy Wars - 3面ボスのテーマ
7. ルーズレイン - Extraステージのテーマ
8. メイガスナイト - Extraステージボス 霧雨魔理沙のテーマ
9. 春の氷精 - 静 - - エンディング
10. プレイヤーズスコア - スコア入力画面